# Christopher Rosamond
Pour les articles homonymes, voir Rosamond.
Christopher Rosamond est un acteur canadien né à Calgary en Alberta.

## Filmographie

### Cinéma
- 2005 : Underclassman : Smith
- 2007 : King Rising, au nom du roi : le premier soldat
- 2011 : King Rising 2 : Les Deux Mondes : un soldat
- 2012 : Stenwyken : Ray
- 2013 : After the Storm : Rick Brooks
- 2015 : Forsaken, retour à Fowler City : Daniel Peterson
- 2015 : The Revenant : Boone
- 2017 : Incontrol : le professeur
- 2018 : El Chicano : Ray Friedman
- 2018 : Custody Road

### Télévision
- 2003 : La Treizième Dimension : le deuxième journaliste (1 épisode)
- 2003 : Out of Order : l'apiculteur (6 épisodes)
- 2005-2011 : Supernatural : Edward Drake et le copilote (2 épisodes)
- 2006 : L'Enfer de glace : le météorologiste
- 2007 : La Force du destin : le barman (1 épisode)
- 2008 : Haine et Passion : le douanier (1 épisode)
- 2010 : Human Target : La Cible : l'agent de l'IA (1 épisode)
- 2011 : V : Ed (1 épisode)
- 2012 : Les Chevaux de l'espoir : le père de Matt
- 2013 : Heartland : Raymond (1 épisode)
- 2014 : Fargo : Agent Buchwald (2 épisodes)
- 2014 : Hell on Wheels : L'Enfer de l'Ouest : le troisième député (2 épisodes)
- 2014 : Flash : le premier voyou (1 épisode)
- 2014-2015 : Blackstone : Jack (8 épisodes)
- 2015 : Amour banni : Richard Davies
- 2016 : Wynonna Earp : Bradley Stokes (1 épisode)
- 2016 : Arrow : Bratva (1 épisode)
- 2017 : The Arrangement : Edward (1 épisode)
- 2017 : Riverdale : Mustang (2 épisodes)
- 2017 : Project Mc² : Bobby Stone (4 épisodes)
- 2017 : Damnation : Wendell (4 épisodes)
- 2017-2018 : Van Helsing : Charles Harker (3 épisodes)
- 2018 : Reverie : Jay Lenton (1 épisode)
- 2018-2020 : Les Nouvelles Aventures de Sabrina : M. Kinkle (10 épisodes)
- 2019 : Projet Blue Book : Donnie (1 épisode)
- 2019 : Siren : Glen (3 épisodes)
- 2019 : Good Doctor : le père de Charles (1 épisode)